# Paul Ereng
Paul Ereng (Kitale, 22 de agosto de 1966) é um antigo atleta queniano, surpreendente vencedor da prova de 800 metros nos Jogos Olímpicos de 1988.

## Carreira
Depois de ser um promissor corredor de 400 metros até 1987, Ereng começou a frequentar a Universidade da Virgínia onde trocou os 400 pelos 800 metros no início do ano de 1988. A partir desta altura, venceu todas as provas em que participou na temporada norte-americana, tendo sido mesmo campeão da NCAA.
A sua melhor marca é de 1:43,16 m e foi obtida no meeting de Zurique em 16 de agosto de 1989.

## Vida pessoal
Ereng obteve o grau de bacharelato na Universidade da Virgínia, em Estudos Religiosos, com uma especialização em Sociologia. Em 2003 foi convidado pela Universidade do Texas em El Paso para ser técnico de corta-mato e de corridas de meio-fundo.